# Lucapina aegis
Lucapina aegis är en snäckart som först beskrevs av Reeve 1850.  Lucapina aegis ingår i släktet Lucapina och familjen nyckelhålssnäckor. Inga underarter finns listade i Catalogue of Life.